# Narandiba
Narandiba é um município brasileiro do estado de São Paulo. Sua população estimada em 2016 era de 4.702 habitantes.

## História
O primeiro a chegar as terras onde hoje é Narandiba, foi o senhor José Ruiz Peres, espanhol, nascido em 25 de maio de 1905, e estabeleceu-se em Presidente Prudente, trabalhando como taxista. Quando chegou nesta região, já era casado e pai de dois filhos. Então veio com a família, com o sonho de ter uma vida melhor. Apesar de ser considerado o pioneiro de Narandiba, nunca exerceu função política. Isso porque, não quis se naturalizar brasileiro, por acreditar que se assim fizesse estaria traindo sua pátria à Espanha.  Sua intenção era montar um comércio para amparar a população que estava distante de Presidente Prudente, a cerca de 40 quilômetros. Essa ideia só vingou, porque já estava começando a derrubada das matas das futuras fazendas. Com isso, o primeiro comércio a ser construído foi um armazém.
Na década de 1940, chegam a famílias Camilo, Nogueira, Mariotto, Roman, Duarte, Moreira, Ferreira, entre outros pioneiros. A emancipação político administrativa ocorreu pela Lei Estadual nº 8092, de 28 de março de 1964, quando é instituído município de Narandiba. O movimento de emancipação foi organizado pelos senhores Laudelino Ferreira, João Botelho Sena, Arnaldo Ruiz. Este movimento aconteceu sem brigas ou grupos discordantes.

## Demografia

### População
| Crescimento populacional                             | Crescimento populacional | Crescimento populacional | Crescimento populacional |
| Ano                                                  | População Total          |                          | %±                       |
| ---------------------------------------------------- | ------------------------ | ------------------------ | ------------------------ |
| 1970                                                 | 4 008                    |                          | —                        |
| 1980                                                 | 3 533                    |                          | −11,9%                   |
| 1991                                                 | 3 138                    |                          | −11,2%                   |
| 2000                                                 | 3 743                    |                          | 19,3%                    |
| 2010                                                 | 4 288                    |                          | 14,6%                    |
| 2022                                                 | 5 713                    |                          | 33,2%                    |
| Est. 2024                                            | 5 908                    | [ 5 ]                    | 3,4%                     |
| Fontes: Censos Demográficos IBGE e Estimativas SEADE |                          |                          |                          |

### Dados demográficos
Dados do Censo - 2000
População total: 3.743
- Urbana: 2.282
- Rural: 1.461
- Homens: 1.888
- Mulheres: 1.855

Densidade demográfica (hab./km²): 10,45
Mortalidade infantil até 1 ano (por mil): 10,99
Expectativa de vida (anos): 74,06
Taxa de fecundidade (filhos por mulher): 2,41
Taxa de alfabetização: 84,37%
Índice de Desenvolvimento Humano (IDH-M): 0,763
- IDH-M Renda: 0,641
- IDH-M Longevidade: 0,818
- IDH-M Educação: 0,830

(Fonte: IPEADATA)

## Geografia
Localiza-se a uma latitude 22º24'26" sul e a uma longitude 51º31'28" oeste, estando a uma altitude de 419 metros. Possui uma área de 358,2 km².

### Hidrografia
- Rio Paranapanema
- Ribeirão Anhumas
- Córrego da Onça

### Rodovias
- SP-425

## Infraestrutura

### Comunicações
O sistema de telefones automáticos foi inaugurado na cidade em 1985 pela Telecomunicações de São Paulo (TELESP), que também implantou o sistema de discagem direta à distância (DDD) em 1988 com o código de área (0182). Anteriormente a cidade era atendida pela Companhia de Telecomunicações do Estado de São Paulo (COTESP).
Na década de 90 o código DDD da cidade foi alterado para (018), para padronização do sistema telefônico com a telefonia celular que estava sendo implantada em todo o estado.

### Educação
Possui duas unidades escolares uma estadual EE Professora Takako Suzuki e uma municipal Vereador Edson de Oliveira Garcia.

## Administração
- Prefeito: Itamar dos Santos Silva (PSDB) - (2021/2024)
- Vice-prefeito: Grismar Mariotto da Silva (DEM)

## Religião
O Cristianismo se faz presente na cidade da seguinte forma:

### Igreja Católica
- A igreja faz parte da Diocese de Presidente Prudente.[14]

### Igrejas Evangélicas
- Assembleia de Deus Ministério do Belém.[15][16]
- Congregação Cristã no Brasil.[17]